# I'm Gonna Crawl

I'm Gonna Crawl är en låt av Led Zeppelin på albumet In Through the Out Door från 1979. Låten är skriven av Robert Plant, Jimmy Page och John Paul Jones. Låten framfördes aldrig live av Led Zeppelin.